# Plaza de toros de Plasencia
La plaza de toros de Plasencia (tradicionalmente también denominada «coso de Las Golondrinas») es un coso taurino del siglo XIX ubicado en la ciudad española de Plasencia, en la provincia de Cáceres.
Fue inaugurada en 1882, en lo que en aquella época eran las afueras septentrionales de Plasencia. Actualmente se encuentra en pleno centro de la ciudad, en el barrio del Pilar, unos cincuenta metros al norte de la avenida de Salamanca y unos doscientos metros al oeste de los parques de Los Pinos, San Antón y Coronación.
Desde 1988, el edificio es candidato a bien de interés cultural.

## Historia
La plaza de toros original fue construida por una sociedad en la que se repartieron acciones de 25 pesetas cada una. Su inauguración fue el 18 de junio de 1882 con una corrida de la ganadería Trespalacios, que pastaba en tierras trujillanas. El cartel lo formaban Frascuelo y Cara-Ancha.
Los tendidos inicialmente eran de madera, pero a los pocos años de su inauguración sufrió un grave incendio que obligó a reconstruir del edificio. El Ayuntamiento de Plasencia se hizo cargo de la reconstrucción, bajo la dirección del arquitecto municipal Vicente Paredes, lo que dio origen al actual edificio de sillería y ladrillo, en el que gran parte del material se extrajo de las canteras existentes en el monte de Valcorchero. La inauguración de esta nueva plaza de toros municipal tuvo lugar en 1896, tras finalizar las obras que le dieron su aspecto actual.
La plaza albergó un campo de concentración franquista desde, al menos, julio de 1937 hasta noviembre de 1939. Las condiciones eran de hacinamiento, con capacidad para unos 800 prisioneros y más de cien hombres custodiándolo.
En la década de 1980, los periodistas taurinos de Radio Plasencia popularizaron el apodo de "coso de las Golondrinas" para referirse a esta plaza, debido a que las golondrinas aprovechan los tejadillos de los palcos para anidar.

## Descripción

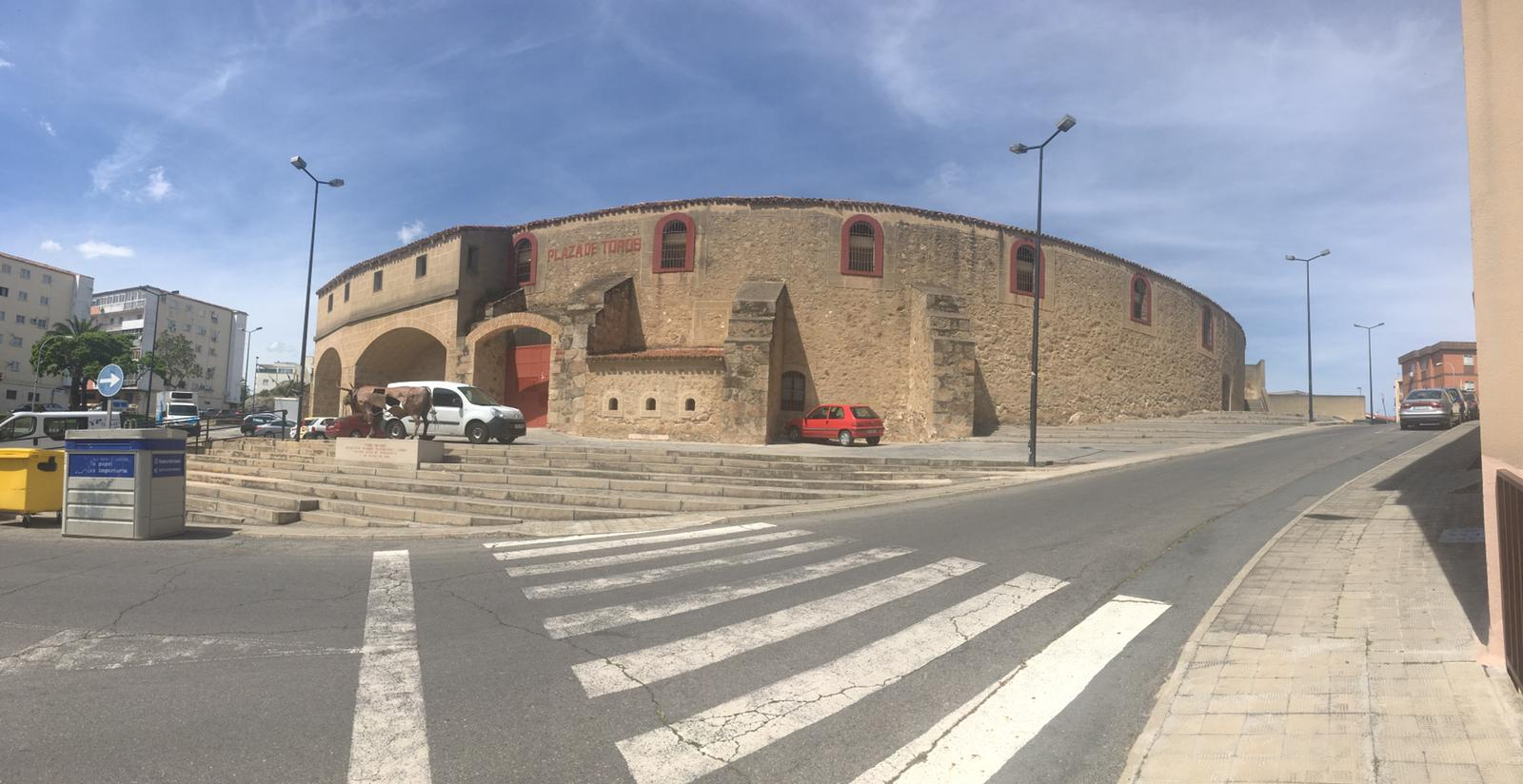
Vista exterior del coso

Exteriormente, su aspecto es austero, pesado y macizo. Su alzado se compartimenta en dos cuerpos: el inferior, con dos tercios de su altura total, es macizo, donde solamente se abren las puertas de acceso, confiriendo mayor robustez aún los contrafuertes escalonados que se disponen a distancia variable. El cuerpo superior aparece perforado por sencillas ventanas de medio punto, con recercos de ladrillo visto, lo que le hace ser el único elemento constructivo que destaca sobre el encalado de la totalidad de los muros exteriores.
Interiormente, al igual que el exterior, se compartimenta en dos cuerpos: el primero constituido por el tendido, confeccionado íntegramente con gradas de sillería granítica, producto de la reconstrucción que sufrió en sus orígenes, se interrumpe solamente por los vomitorios que dan acceso a la arena. El segundo cuerpo lo constituyen los palcos cubiertos, en algunas de cuyas partes se ha construido modernamente un graderío; estos palcos están cubiertos con tejado sobre estructura de madera a dos aguas, la cual descansa sobre finas columnillas y vigas metálicas. El túnel sobre el que se asienta la estructura superior no llega a recorrer la totalidad del anillo, ya que en parte el graderío se asienta sobre afloraciones rocosas que interrumpen el recorrido; en cambio, en los lugares donde el terreno se halla a nivel del suelo, este pasillo se cubre con bóveda anular de medio cañón.

## Uso actual
Desde su reinauguración en 1896, la plaza ha sido siempre sede de dos grandes eventos taurinos anuales: los de la feria de Plasencia, que se celebra a principios de junio, y un festejo adicional en el Martes Mayor, que se celebra el primer martes de agosto. Durante el resto del año, la plaza suele albergar ocasionalmente otros eventos culturales, como conciertos y espectáculos musicales.
La plaza es propiedad del Ayuntamiento de Plasencia y es de carácter público. La empresa Grupo Ceber Tauro, dirigida por el torero retirado Alberto Manuel Hornos, ha gestionado la plaza desde 2014 hasta 2019. El ayuntamiento ha sacado a concurso la gestión del coso taurino para los años 2020 y 2021.